# Всеобщие выборы в Занзибаре (1963)
Всеобщие выборы, проведенные в Занзибаре в июле 1963. Количество мест в парламенте было увеличено с 22 до 31. В результате выборов коалиция националистической партии Занзибара и народной партии Занзибара и Пембы получила 18 мест, несмотря на то, что афро-ширазийская партия, набравшая 54 % голосов, получила только 13 мест.
Коалиция сформировала правительство и привела страну к полной независимости от Британии 10 декабря этого года. Однако, в результате революции в Занзибаре, 12 января 1964, власть оказалась в руках афро-ширазийской партии.

## Результаты
| Партия                              | Голоса | %    | Места |
| ----------------------------------- | ------ | ---- | ----- |
| афро-ширазийская партия             |        | 54,3 | 13    |
| националистическая партия Занзибара |        | 29,8 | 18    |
| народная партия Занзибара и Пембы   |        | 15,9 | 18    |
| Всего                               |        | 100  | 31    |
| Источник: EISA                      |        |      |       |